# Aristaria dissona
Aristaria dissona là một loài bướm đêm trong họ Noctuidae.